# Mac Williamson
Johnathan Mackensey « Mac » Williamson (né le 15 juillet 1990 à Jacksonville, Floride, États-Unis) est un voltigeur des Giants de San Francisco de la Ligue majeure de baseball.

## Carrière
Mac Williamson est d'abord repêché par les Red Sox de Boston au 46e tour de sélection en 2011 mais il ignore l'offre et signe son premier contrat professionnel avec les Giants de San Francisco, qui le choisissent au 3e tour du repêchage amateur de 2012 après son passage chez les Demon Deacons de université de Wake Forest.
Williamson débute en ligues mineures en 2012 et démontre rapidement sa puissance au bâton : en 2013, il frappe 25 coups de circuit et amasse 89 points produits pour les Giants de San Jose, le club-école de A+ dans la Ligue de Californie. Ennuyé par une douleur au coude droit durant cette saison 2013, Williamson doit subir au début 2014 une opération Tommy John. 
Williamson remporte la médaille d'argent en baseball avec l'équipe des États-Unis aux Jeux panaméricains de 2015 à Toronto.
Il fait ses débuts dans le baseball majeur le 23 septembre 2015 avec les Giants de San Francisco comme frappeur suppléant face aux Padres de San Diego